# Rafael Arnaiz Barón

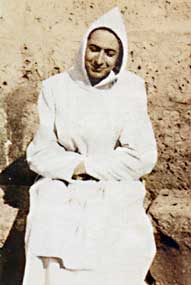
Rafael Arnáiz Barón

Rafael Arnaiz Barón (* 9. April 1911 in Burgos, Spanien; † 26. April 1938 in Palencia) war ein spanischer Trappist und Mystiker und ist ein Heiliger der römisch-katholischen Kirche. Er war der erste Trappist, der heiliggesprochen wurde.

## Leben
Rafael Arnaiz Barón stammte aus einer wohlhabenden spanischen Adelsfamilie. Bei seiner Taufe am 21. April 1911 erhielt er den Namen Rafael Arturo Alvaro José de la Inmaculada Concepción y San Luis Gonzaga.
Von 1920 bis 1922 besuchte er als externer Schüler das Jesuitenkolleg La Merced in Burgos. Als seine Familie nach Oviedo umzog, wechselte er 1923 in das dortige Jesuitenkolleg San Ignacio, wo er 1929 Abitur machte. 1930 begann er ein Architekturstudium an der Technischen Hochschule Madrid. Im September dieses Jahres besuchte er zum ersten Mal die Abtei San Isidro de Dueñas der Trappisten in Palencia. Vom 25. Januar bis 26. Juli 1933 leistete er Militärdienst und trat am 15. Januar 1934 in das Noviziat der Trappisten ein.
Am 26. Mai 1934 musste er krankheitsbedingt, er litt an Diabetes mellitus, das Kloster wieder verlassen; am 11. Januar 1936 kehrte er wieder zurück, jedoch nicht als Novize, sondern als Oblate, da er den harten Lebensbedingungen der Professmönche aus gesundheitlichen Gründen nicht gewachsen war.
Er konnte aber nur etwa acht Monate im Kloster bleiben, da er zum Militärdienst im spanischen Bürgerkrieg einberufen wurde. Vom 29. September bis zum 6. Dezember 1936 verließ er daher abermals die Abtei. Nach wenigen Monaten wurde er für untauglich befunden und konnte wieder zu den Trappisten zurückkehren. Der Diabetes brach nach seiner Rückkehr erneut aus, sodass er bereits am 7. Februar 1937 zum dritten Mal das Kloster verlassen musste.

In sein Tagebuch schrieb er: 

„Dies ist das dritte Mal, daß ich mein Ordensgewand ablege und weltliche Kleidung anziehe … Das erste Mal glaubte ich vor Kummer zu sterben … Ich glaubte, Gott habe mich verlassen. Das zweite Mal ging  ich wegen des Krieges … Ich ging gerne … Ich ging auf Urlaub … Das Neue, das der Krieg mit sich brachte, die Neugierde, einige Tage Erholung von den Bußübungen erschienen mir gut … Ich wußte, daß mir die Rückkehr ins Kloster schwerfallen würde … Ich erkannte, daß Gott mich auf die Probe stellte. Das dritte Mal – das ist jetzt – sehe ich Gottes Hand so deutlich, daß es mir einerlei ist, denn das Leid ist die einzige ‚Währung‘, die eines Tages Wert haben wird. […] Jetzt bin ich mir bewußt, daß Gott mich nicht verläßt oder prüft, sondern liebt.“

Am 15. Dezember 1937 kehrte er endgültig in die Krankenabteilung des Klosters zurück. In den kommenden Monaten verschlimmerte sich sein gesundheitlicher Zustand. Ehrenhalber verlieh ihm sein Abt am 17. April 1938 die Kukulle, das Gewand der Mönche mit feierlicher Profess.
Ab dem 22. April 1938 litt Bruder Rafael an hohem Fieber und war zeitweise im Delirium. In diesen Tagen schrieb er in sein Tagebuch: „Zögere nicht, Herr, Dein Diener Rafael hat es eilig, bei Dir zu sein, Maria zu sehen … Welch herrliche Profeß werde ich am Tag meines Todes ablegen! Ewige Gelübde der Liebe für immer …, immer!“
Am 26. April verstarb der Selige nach kurzem, schweren Todeskampf. Er wurde zunächst auf dem Friedhof des Klosters begraben. Im Zuge des Seligsprechungsverfahrens wurden seine Gebeine 1965 in ein Grab im Westflügel des Kreuzgangs überführt. Seit 1972 befindet sich seine letzte Ruhestätte in einer Kapelle der Abteikirche.
Seine Briefe, Notizen und Tagebuchaufzeichnungen zeugen von einer einfachen, kindlichen, innigen und bedingungslosen Gottesliebe sowie einer erschütternden Entschiedenheit zur Kreuzesnachfolge.
Im Jahre 1960 wurde der Seligsprechungsprozess für den im Ruf der Heiligkeit verstorbenen Trappistenbruder durch den Abt des Klosters von San Isidro de Dueñas eingeleitet. 1989 erklärte Papst Johannes Paul II. auf dem Weltjugendtag in Santiago de Compostela Bruder Rafael zum Vorbild in der Nachfolge Christi.
Am 27. September 1992 wurde Bruder Rafael in Rom von Papst Johannes Paul II. seliggesprochen. Am 21. Februar 2009 erließ Papst Benedikt XVI. das Dekret über die Heiligsprechung Bruder Rafaels. Die Heiligsprechung fand am 11. Oktober 2009 im Petersdom statt. Der Gedenktag Bruder Rafaels in der Liturgie ist der 26. April.